# 여주군·광주군·이천군
여주군·광주군·이천군은 대한민국의 옛 국회의원 선거구이다. 당시 경기도 여주군, 광주군, 이천군 지역을 관할했다.

## 역사
제9대 국회의원 선거를 앞두고 여주군이 광주군·이천군 선거구에 편입되면서 신설되었다.
1973년 7월, 광주군 대왕면·낙생면·돌마면·중부면 일부(단대리·상대원리·탄리·수진리·복정리·창곡리)가 성남시로 승격되었다. 이에 제10대 국회의원 선거를 앞두고 성남시·광주군·여주군·이천군 선거구로 개편되었다.

## 역대 국회의원
| 선거   | 정당 | 정당       | 1위 의원 | 정당 | 정당   | 2위 의원 |
| ------ | ---- | ---------- | -------- | ---- | ------ | -------- |
| 1973년 |      | 민주공화당 | 차지철   |      | 신민당 | 오세응   |

## 역대 선거 결과

### 대한민국 제9대 국회의원 선거
|  | 35.70% |

|  | 34.25% |

|  | 21.65% |

|  | 5.14% |

|  | 3.24% |